# 59. sydlige breddekreds
Den 59. sydlige breddekreds (eller 59 grader sydlig bredde) er en breddekreds, der ligger 59 grader syd for ækvator. Den løber gennem Atlanterhavet, det Indiske Ocean og Stillehavet.